# Trường Đại học Bình Dương
Trường Đại học Bình Dương là một trường đại học tại tỉnh Bình Dương, Việt Nam, hoạt động theo cơ chế trường đại học tư thục. Trường được thành lập theo quyết định số 122/2006/QĐ-TTg của Phó Thủ tướng Phạm Gia Khiêm.
Trường đào tạo chính quy tập trung; đào tạo không chính quy, gồm: vừa học vừa làm, văn bằng 2, đào tạo từ xa qua internet, phát thanh truyền hình...Các cấp đào tạo, gồm: Trung cấp chuyên nghiệp, Cao đẳng, Đại học, Đại học liên thông, sau Đại học (Thạc sĩ Quản trị kinh doanh), Chương trình MBA do Đại học Benedictine (Hoa Kỳ) cấp. Các chuyên ngành đào tạo chính: Quản trị kinh doanh, Tài chính ngân hàng, Kế toán, Điện - Điện tử, Công nghệ thông tin, Công nghệ sinh học, Xây dựng, Xã hội học, Việt Nam học, Ngữ văn.

## Lịch sử
Trường Đại học Bình Dương với tên gọi ban đầu là Trường Đại học Dân lập Bình Dương, được thành lập theo quyết định số 791/TTg ngày 24 tháng 09 năm 1997 của Thủ tướng Chính phủ.
Ngày 29/5/2006, Phó Thủ tướng Chính phủ Phạm Gia Khiêm đã ký quyết định số 122/2006/QĐ-TTg, cho phép Trường Đại học Dân lập Bình Dương chuyển sang loại hình trường đại học tư thục và hoạt động theo quy chế trường đại học tư thục.
Ngày 20 tháng 6 năm 2018, sau hơn 20 năm hoạt động, trường đã nhận được giấy chứng nhận đạt chuẩn kiểm định chất lượng giáo dục do Trung tâm kiểm định chất lượng giáo dục thuộc Đại học Đà Nẵng cấp.

## Các khoa

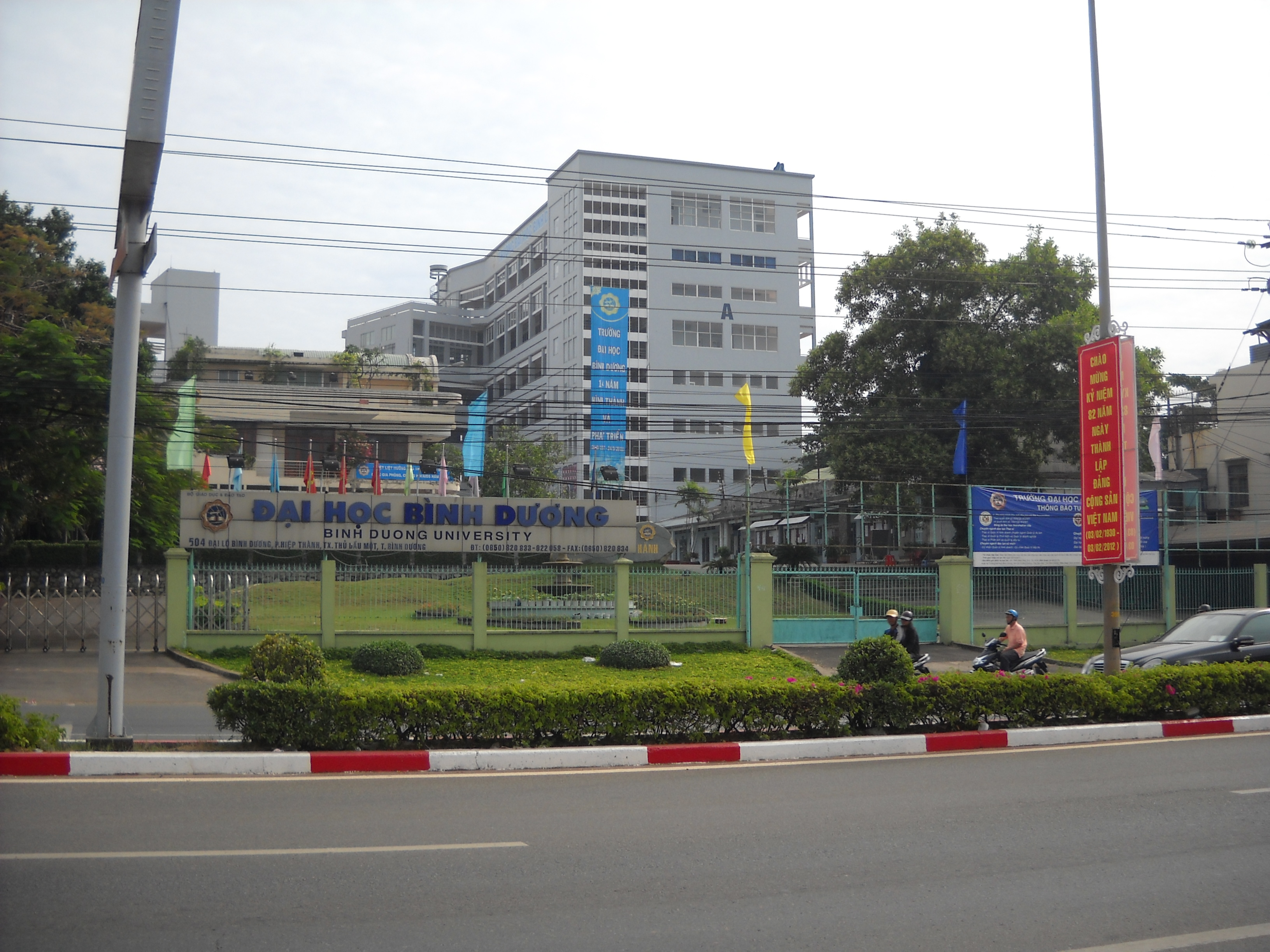
Đại học Bình Dương

Hiện nay, trường đào tạo 13 ngành hệ đại học và 23 ngành hệ sau đại học, với hàng chục ngàn sinh viên tại 2 cơ sở Bình Dương và Cà Mau, và là cơ sở duy nhất ở Bình Dương được Bộ Giáo dục và Đào tạo cho phép đào tạo trình độ tiến sĩ.
Danh sách các chuyên ngành: 
- Công nghệ kỹ thuật ô tô
- Dược học
- Luật Kinh tế
- Công nghệ sinh học
- Quản trị kinh doanh
- Logistics và Quản lý chuỗi cung ứng
- Kế toán
- Tài chính ngân hàng
- Xã hội học
- Văn học
- Việt Nam học (Du lịch)
- Công nghệ Thông tin
- Công nghệ Kỹ thuật Điện - Điện tử
- Công nghệ Kỹ thuật Công trình Xây dựng
- Công nghệ Kỹ thuật Điện - Điện tử (Hệ Cao đẳng)
- Công nghệ Kỹ thuật Công trình Xây dựng (Hệ Cao đẳng)
- Công nghệ Thông tin (Hệ Cao đẳng)
- Quản trị kinh doanh (Hệ Cao đẳng)
- Tài chính ngân hàng (Hệ Cao đẳng)
- Kế toán (Hệ Cao đẳng)
- Ngôn ngữ Anh
- Tiếng Anh (Hệ Cao đẳng)
- Giáo dục thể chất
- Công nghệ Kỹ thuật Công trình Xây dựng
- Kiến trúc
- Công nghệ Kỹ thuật Công trình Xây dựng (Hệ Cao đẳng)

## Các Phân hiệu
- Phân hiệu Trung cấp chuyên nghiệp và Dạy nghề
- Phân hiệu Đào tạo Không chính quy và chính quy

Ngày 12 tháng 3 năm 2013, phân hiệu Trường Đại học Bình Dương tại Cà Mau được thành lập theo quyết định 898/QĐ-BGDĐT, được ký bởi Bộ trưởng Bộ Giáo dục và Đào tạo Phạm Vũ Luận. Cơ sở của phân hiệu này, với diện tích 6000 m2, đã được khởi công xây dựng và hoàn thiện trước đó vào tháng 11 năm 2011 tại khu đô thị cửa ngõ Đông Bắc của thành phố Cà Mau. Tính đến cuối năm 2015, phân hiệu Cà Mau đào tạo hệ trung cấp chuyên nghiệp, cao đẳng, đại học và sau đại học của 8 chuyên ngành (Quản trị kinh doanh, Kế toán, Công nghệ sinh học, Công nghệ thông tin, Xây dựng, Giáo dục thể chất, Ngôn ngữ Anh và Luật kinh tế) với hơn 2600 sinh viên theo học. Đặc biệt phân hiệu này còn đào tạo thêm hệ cao học chuyên ngành quản trị kinh doanh.

## Hội đồng trường

### Chủ tịch hội đồng Trường
VS.TSKH. Cao Văn Phường

## Ban Giám hiệu

### Hiệu trưởng
- GS. TS. Cao Việt Hiếu

### Phó Hiệu trưởng
- Phó Hiệu trưởng Thường trực: TS. Đỗ Đoan Trang
- Phó Hiệu trưởng NCKH: PGS. TS. NGƯT. Lê Văn Cường

## Tôn chỉ mục đích
- Cổ vũ tinh thần ham học hỏi
- Đề cao khả năng tự đào tạo
- Dấn thân vì sự nghiệp nâng cao dân trí
- Đào tạo nhân lực, bồi dưỡng nhân tài        
- Vì xã hội Việt Nam phát triển.

## Triết lý giáo dục
Tạo hóa sinh ra con người và cho họ quyền bình đẳng tồn tại và phát triển bền vững trên hành tinh tạo bởi năng lượng, vật chất và thông tin.
Vì vậy, xây dựng nền kinh tế sinh thái trong đó con người là vừa trung tâm vừa là mục tiêu, vừa là nội dung, vừa là động lực lao động sáng tạo của loài người.
Để có được quyền bình đẳng tồn tại và phát triển, mỗi người phải tự thân lao động sáng tạo, lao động có hiệu quả để tạo ra những sản phẩm vật chất hay tinh thần có chất lượng đảm bảo nhu cầu của bản thân, của gia đình, của cộng đồng xã hội và góp phần bảo vệ thiên nhiên. Nói cách khác đó là trách nhiệm với bản thân, trách nhiệm với gia đình, trách nhiệm với cộng đồng xã hội, trách nhiệm với thiên nhiên mà xã hội giao phó, đó là thước đo giá trị, là phẩm chất đạo đức, là nhân cách của mỗi người, mỗi người có nghĩa vụ phải thực hiện thì mới có quyền được bình đẳng tồn tại. Tinh thần trách nhiệm đó phải được giáo dục ngay từ khi con người mới ra đời đến lúc mất đi.
Vì vậy, xây dựng nền giáo dục mở đáp ứng nhu cầu học tập, rèn luyện thường xuyên, học tập suốt đời cho mọi người để họ hoàn thiện tâm lực, trí lực, thể lực là nhu cầu bức xúc, là quyền mưu cầu hạnh phúc, là quyền con người để có được quyền bình đẳng tồn tại và phát triển.
- Mục tiêu của nền giáo dục mở là: “Mở để học – Học để mở, để trở thành công dân có trách nhiệm trong thế giới mở”.
- Quan điểm Giáo dục:

Với mục tiêu, triết lý vừa nêu trên. “Giáo dục là của mọi người, vì mọi người, cho mọi người, mọi người được quyền bình đẳng hưởng thụ thành quả của giáo dục và có nghĩa vụ đóng góp, xây dựng, phát triển giáo dục”.
Giáo dục là quá trình tiến hóa, không phải là cuộc cách mạng lật đổ. Quá trình tiến hóa có kế thừa chọn lọc, những gì phù hợp với quy luật, chân lý sẽ tồn tại và phát triển. Quy luật chân lý bao giờ cũng đơn giản, tuy nhiên để nhận ra được nó, thấu hiểu đúng, bảo vệ và đưa nó vào cuộc sống là cả quá trình lâu dài gian khó, đôi khi phải trả giá bởi vì quy luật chân lý là vấn đề khoa học, vấn đề học thức, trí tuệ, mà trí tuệ không thể giơ tay biểu quyết.
- Phương pháp “Cộng học”:

Để học tập có hiệu quả, các chương trình mục tiêu giáo dục mở được thực hiện thông qua phương pháp “Cộng học” giữa thầy và trò, giữa trò với trò, giữa người học với đối tác, với cộng đồng xã hội, qua tài liệu sách vở, qua truyền thông, qua mạng internet. Phương pháp “Cộng học” được xây dựng trên nguyên tắc 4 chữ “H”: Học – Hỏi – Hiểu – Hành:
        Học là để biết cách học như thế nào
        Học là để biết cách Hỏi
        Hỏi để học
        Hỏi để hiểu (để tập hợp thông tin, xử lý thông tin, khai thác thông tin để giải quyết những vấn đề của cuộc sống đặt ra.)
        Hiểu phải hiểu đúng
        Hiểu đúng thì hành mới đúng
        Hành đúng mới có hiệu quả
        Hành có hiệu quả mới tạo ra được sản phẩm vật chất hay tinh thần có chất lượng, mới đáp ứng được nhu cầu của bản thân, gia đình, cộng đồng, xã hội, mới có điều kiện bảo vệ thiên nhiên, mới hoàn thành được trách nhiệm và nghĩa vụ xã hội giao phó.
Phương pháp “Cộng học” là phương pháp học tập đối thoại trực tiếp, là phương pháp chủ động. Thực hiện tốt Phương pháp “Cộng học” sẽ tạo nên một xã hội học tập, tạo nên một nền giáo dục mở.
Phương pháp “Cộng học” là phương pháp giáo dục tích cực, chủ động. Người dạy giúp người học và ngược lại, thực hiện dân chủ trong giáo dục, tạo ra động lực cho người dạy và người học. Phương pháp “Cộng học” giúp cho người học “Tự đánh giá mình”, tự nhận biết đúng chính mình – Đây là mục tiêu mà nền giáo dục cần đạt đến.
Vì vậy, Học – Hỏi – Hiểu – Hành là nền tảng để mỗi người hoàn thiện trách nhiệm với bản thân, trách nhiệm với gia đình, trách nhiệm với cộng đồng xã hội, trách nhiệm với thiên nhiên thông qua hoàn thiện Tâm lực, Trí lực, Thể lực. Vừa là Triết lý, vừa là nội dung, vừa là phương pháp xây dựng nền giáo dục mở.